# Brejo Pernambucano (tiểu vùng)
Brejo Pernambucano là một tiểu vùng thuộc bang Pernambuco, Brasil. Tiều vùng này có diện tích 2561 km², dân số năm 2007 là 210612 người.